# Cantó d'Aurec de Lèir
El cantó d'Aurec de Lèir és un cantó francès del departament de l'Alt Loira, situat al districte de Sinjau. Compta amb el municipi d'Aurec de Lèir.

## Municipis
- Aurec de Lèir

## Història
| Data d'elecció                           | Identitat       | Partit          | Qualitat |
| ---------------------------------------- | --------------- | --------------- | -------- |
| 1973-1976                                | Robert Bouvard  | RI              |          |
| 1976-1982                                | Henri Vincendon | PS              |          |
| 1982-2008                                | Pierre Quitot   | UDF, després DL |          |
| 2008-                                    | Guy Vocanson    | PS              |          |
| les dades anteriors no són pas conegudes |                 |                 |          |
|                                          |                 |                 |          |